# راشيل فاينستاين
راشيل فاينستاين (بالإنجليزية: Rachel Feinstein)‏ هي مصورة أمريكية، ولدت في 25 مايو 1971 في Fort Defiance, Arizona ‏ في الولايات المتحدة.

## وصلات خارجية
- راشيل فاينستاين على موقع ديسكوغز (الإنجليزية)